# 사재감
사재감(司宰監)은 어류(魚類), 육류(肉類), 소금, 장작, 진상품 등에 관한 일을 맡아본 조선의 관청이다. 1392년(태조 1년) 7월 고려의 제도를 그대로 이어받아 호조의 정3품 아문으로 설치했다. 1403년(태종 3년)에 사수감과 합쳐졌다가 1422년(세종 14년)에 다시 떨어져 나왔다. 1882년(고종 19년)에 폐지되었다.

## 청사
사재감 청사 위치는 시대에 따라 변동되었으나 대부분 기간은 경복궁의 서쪽, 구체적으로는 경복궁 서문인 영추문에서 약 150미터 정도 떨어진 지점에 있었다.